# 加洛藝術中心
37°38′22″N 120°59′54″W / 37.639444°N 120.998333°W
加洛藝術中心（英語：The Gallo Center for the Arts）是位於莫德斯托的一座表演藝術中心。
此建築最初于2007年9月27日正式開幕，共設兩個劇院：瑪麗·斯圖爾特·羅傑斯劇院以及弗斯特家族劇院。並有六家組織機構常駐：中西部芭蕾舞團、莫德斯托社區音樂協會、莫德斯托交響樂團、莫德斯托表演藝術團、莫德斯托歌劇團，以及YES（青年娛樂演出）公司。該中心自開業以來，許多明星及知名人士皆曾來此地參觀或巡演，帕蒂·卢波内成爲第一個在瑪麗·斯圖爾特·羅傑斯劇院進行演出的明星。此外，該劇院亦進行百老匯的巡演，包括《艾薇塔》、《貓》以及諸如《史萊克：音樂劇》等近幾年的新巡演。